# Caprera (piroscafo 1904)
Il Caprera è stato un piroscafo per trasporto passeggeri e merci italiano affondato nel corso della prima guerra mondiale.

## Storia
Il piroscafo Caprera fu costruito presso i Cantieri Navali Bacini e Stabilimenti Meccanici Siciliani di Palermo su commissione della Compagnia di Navigazione Generale Italiana. La nave, con scafo in acciaio, aveva un dislocamento di 5.040 tonnellate, era lunga 119,9 m, e larga 14,3 m. La propulsione era assicurata da una motrice alternativa a triplice espansione erogante la potenza di 1.800 CV. La nave venne varata il 10 aprile 1904. Il 13 ottobre 1917 il Caprera era in viaggio da Baltimora a Genova con un carico di 1.000 tonnellate di dinamite, quando giunta a 60 miglia nautiche a ovest di Casablanca, Marocco, fu attaccata e affondata a colpi di cannone dal sommergibile tedesco U-151 al comando del korvettenkapitän Waldemar Kophamel. Comandante del piroscafo era il capitano di lungo corso Filippo Maresca , originario di Catania, che fu decorato con medaglia d'argento al valor militare.

### Annotazioni
1. ↑  Con la seguente motivazione: Comandante del piroscafo Caprera, con mirabile coraggio e sangue freddo, pur conscio del grave pericolo che correva avendo la nave carica di esplosivi, la difendeva strenuamente contro il fuoco di sommergibile nemico, abbandonandola soltanto quando era già in preda alle fiamme. Presso Canarie, 13 ottobre 1917.

### Fonti
1. 1 2 3 4  Wrecksite.
2. ↑  Direttore Generale della Marina Mercantile 1916, p. 174.
3. ↑  Direttore Generale della Marina Mercantile 1916, p. 175.
4. ↑  U-Boat.
5. ↑  Pietri Grande Guerra.